# Rudolf Axmann
Rudolf Axmann (* 4. Juni 1894 in Groß Ullersdorf, Österreich-Ungarn; † 11. Mai 1945 in Hradec Králové, Tschechoslowakei) war ein tschechoslowakischer Politiker (Sudetendeutsche Partei) deutscher Nationalität. Er war von 1935 bis 1938 Abgeordneter des Tschechoslowakischen Abgeordnetenhauses.

## Leben und Werk
Er war als Ingenieur in Petersdorf an der Tess tätig, trat der hauptsächlich in Mähren aktiven Deutschen Gewerkschaftspartei bei und wurde später deren Generalsekretär.
Nach der Gründung der SdP wurde er deren Mitglied und 1935 erfolgreich als Abgeordneter in das Tschechoslowakische Abgeordnetenhaus gewählt. Nach der deutschen Besetzung des Sudetenlandes infolge des Münchner Abkommens erlosch sein Mandat am 30. Oktober 1938. Er zog in seinen Geburtsort zurück, der nun zum Reichsgau Sudetenland gehörte, und wurde dort Funktionär der Deutschen Arbeitsfront (DAF). Im Zweiten Weltkrieg zog er nach Mährisch-Trübau, wo er Bezirksleiter der DAF wurde. Unmittelbar nach dem Einmarsch der Roten Armee und der Wiederherstellung der Tschechoslowakei wurde er verhaftet und starb kurz darauf im Gefängnis in Hradec Králové.